# Anders Breivik
Anders Behring Breivik (pronuncia norvegese [ˈɑnːəʂ ˈbeːriŋ ˈbræɪviːk]; Oslo, 13 febbraio 1979) è un terrorista norvegese, autore degli attentati del 22 luglio 2011 a Oslo e Utøya, che hanno provocato la morte di settantasette persone.
Dichiaratosi un anti-multiculturalista, anti-marxista, anti-islamista è autore del memoriale 2083 – Una dichiarazione europea d'indipendenza. In questo scritto di 1518 pagine Breivik si definisce "salvatore del cristianesimo" e "il più grande difensore della cultura conservatrice in Europa dal 1950". Dichiaratosi cristiano protestante, nello stesso memoriale si definisce antipapista, prendendo forti posizioni contro Benedetto XVI. Ha fatto parte della loggia norvegese St. Olaus til de tre Søiler, che però ha affermato di aver avuto solo contatti minimi con lui; il gran maestro l'ha immediatamente espulso dall'ordine dopo il suo arresto. In seguito durante la sua detenzione si identificò come nazionalsocialista.
Inizialmente ritenuto essere affetto da schizofrenia paranoide, è stato dichiarato "sano di mente e quindi penalmente responsabile" da una controperizia, venendogli riconosciuto solo un elevato disturbo narcisistico della personalità. Il 24 agosto 2012 è stato condannato a ventuno anni di carcere, pena massima prevista dalla legge norvegese.

## Biografia

### I primi anni
Breivik nacque a Oslo il 13 febbraio 1979, figlio di un'infermiera, Wenche Behring, e di un economista civile, David Breivik, che ha lavorato come diplomatico presso la Reale ambasciata norvegese a Londra e più tardi a Parigi. Trascorse il primo anno della sua vita a Londra, fino a quando i suoi genitori divorziarono; suo padre, che in seguito si risposò, cercò invano di ottenere la custodia del figlio. Breivik trascorse a Oslo i suoi primi anni, insieme alla madre e alla sorella. In quel periodo fece regolarmente visita al padre e alla matrigna, fino al momento del loro divorzio, che avvenne quando aveva 12 anni. Nel frattempo la madre si risposò con un ufficiale dell'esercito norvegese.
Breivik criticava i suoi genitori per il loro sostegno alle politiche del Partito Laburista Norvegese. Inoltre disapprovava la madre in quanto la riteneva di tendenze moderatamente femministe. Relativamente alla sua educazione scrisse che non approvava la sua "educazione superliberale e matriarcale, poiché completamente priva di disciplina e perché ha contribuito a effeminarmi in una certa misura".
Frequentò la Scuola di commercio di Oslo. Un ex compagno di classe di Breivik ha riportato che quest'ultimo era uno studente intelligente e che spesso si prendeva cura di compagni oggetto di atti di bullismo. Ricevette la cresima della Chiesa protestante norvegese all'età di 15 anni.
Nel suo compendio Breivik sostiene di aver causato danni alla proprietà di circa 700000 €, quando aveva tra i 15 e i 16 anni. Questi danni includono la distruzione di venti sistemi ad alta tecnologia per la convalida dei biglietti nell'ambito di una "guerra" contro la Oslo Sporveier, l'allora compagnia del trasporto pubblico di Oslo.
Il padre interruppe i contatti con lui quando questi aveva 16 anni, nel 1995, dopo averne scoperto la passione per i graffiti sui muri. 

### Età adulta
Essendo esente dal servizio militare, non ebbe alcun addestramento militare ufficiale. In tal senso il Dipartimento di sicurezza della difesa norvegese ha dichiarato che Breivik è stato considerato "non idoneo al servizio" alla valutazione di leva obbligatoria.
Nel 1997 (all'età di 18 anni) perse 2 milioni di corone norvegesi (circa 256000 € e 370000 $) in borsa. A 21 anni si sottopose a interventi di chirurgia estetica per rimodellare fronte, naso e mento, secondo la suggestione di qualcuno che egli avesse un "naso da arabo". In seguito Breivik si dichiarò soddisfatto dei risultati. Passati i 21 anni, lavorò nel dipartimento di assistenza clienti di una società. I pareri dei suoi colleghi sono discordanti: alcuni di essi lo descrivono come "gentile con tutti" e "lavoratore eccezionale"; un amico intimo ha dichiarato al contrario che Breivik possedeva un grande ego e che risultava irritato dalla presenza di persone di origini mediorientali o dell'Asia del sud. Il Breivik che emerge dalle testimonianze è un individuo narciso e megalomane, rispondente al profilo dell'assassino di massa (che uccide contemporaneamente più persone a lui sconosciute).
Avvicinatosi a un gruppo inglese di estrema destra, l'English Defence League (EDL), da lui ammirato "per come era riuscito a provocare reazioni estreme da parte di gruppi musulmani e di estrema sinistra", prospettava di fondare un gruppo simile in Norvegia.

### La pianificazione dell'attacco
Breivik affermò di aver pianificato l'attacco per oltre nove anni, quando nel 2002 partecipò a un incontro segreto a Londra per la costituzione di un movimento di resistenza armata alla cosiddetta invasione islamica e per la difesa del retaggio culturale europeo.
Breivik affermò che il motivo che lo aveva spinto a compiere l'attentato era stato quello di mandare un "messaggio forte al popolo, per fermare i danni del Partito Laburista Norvegese" e per fermare "una decostruzione della cultura norvegese per via dell'immigrazione in massa dei musulmani". Nelle sue dichiarazioni ha affermato sia di non aver agito da solo (due cellule della sua organizzazione lo avrebbero aiutato con la bomba), sia di aver compiuto interamente tutte le azioni criminali senza complici. La polizia norvegese, alla luce degli elementi raccolti, escluse che Breivik avesse avuto qualche complice.

### Processo e condanna
Il processo contro Breivik ebbe inizio il 16 aprile 2012 presso il palazzo di giustizia di Oslo e sotto la giurisdizione del tribunale distrettuale di Oslo. I procuratori nominati furono Inga Bejer Engh e Svein Holden con Geir Lippestad come consulente legale di Breivik. Il 24 agosto seguente Breivik venne giudicato sano di mente e riconosciuto colpevole di tutti i capi di imputazione a suo carico. Gli fu irrogata una condanna a 21 anni di carcere (avendo la Norvegia da tempo abolito l'ergastolo dal proprio ordinamento), prorogabili di altri cinque per un numero indefinito di volte qualora, a pena scontata, fosse ancora ritenuto socialmente pericoloso. Durante il processo furono smentite molte dichiarazioni fatte da Breivik riguardo alla propria organizzazione e ai suoi successi imprenditoriali. Lo stesso Breivik affermò in seguito di aver scritto meno di metà del suo memoriale 2083: Una dichiarazione europea d'indipendenza, avendo copiato e incollato il resto da scritti e manifesti di altri autori, tra cui quello di Unabomber. L'avvocato di Breivik, Geir Lippestad, rese noto che il suo cliente non avrebbe presentato ricorso d'appello, avendo in precedenza dichiarato di non riconoscere l'autorità della corte: affermò di non "potersi" appellare in quanto ciò non avrebbe fatto altro che "legittimare le decisioni della corte" di Oslo.

### Dopo il processo e vita in carcere
Breivik è detenuto nel carcere di massima sicurezza di Skien in qualità di "detenuto speciale". Il 23 marzo 2013 sua madre Wenche Behring morì per complicazioni legate al cancro. Si erano incontrati circa una settimana prima nel carcere di Ila e a Breivik era stato permesso di oltrepassare la schermata divisoria in vetro per darle un "abbraccio d'addio". Dopo la morte della madre domandò di poter presenziare al funerale, ma la richiesta non fu accolta.
Nel luglio 2015 ha iniziato un corso di scienze politiche all'Università di Oslo.

### Attività politica e tentativi di corrispondenza
Già nel 2012 Breivik cominciò a progettare la costituzione di un'organizzazione nota come Movimento Conservatore Rivoluzionario che sarebbe stata costituita da una cinquantina di attivisti di estrema destra in tutta Europa, oltre a un'addizionale organizzazione tesa a rappresentare gli attivisti in carcere. Avrebbe anche tentato di instaurare una corrispondenza con il terrorista svedese (incarcerato) Peter Mangs (autore degli attentati terroristici di Malmö) e l'estremista tedesca Beate Zschäpe. Nello stesso anno ha inoltre intensificato l'attività di scrittore, con l'intenzione dichiarata di scrivere tre libri: uno con la sua versione dei fatti riguardo agli attentati, il secondo per discutere e trattare la sua ideologia, e l'ultimo per illustrare le sue visioni e progetti per il futuro..

### Processo civile contro la Norvegia
Il 15 marzo 2016 Breivik ha intentato causa contro il sistema carcerario norvegese riguardo a una presunta violazione dei suoi diritti umani (secondo alcuni sperando di poter usare il nuovo processo come piattaforma per diffondere le proprie convinzioni politiche). Dopo essersi presentato in aula coi capelli rasati a zero, si è profuso nel saluto nazista e in seguito ha dichiarato la sua conversione a tale movimento. Il 20 aprile fu dichiarato che Breivik aveva vinto la causa e lo Stato norvegese aveva dichiarato l'intenzione di presentare appello per il gennaio 2017. Il 10 gennaio 2017 fu reso noto che Breivik si era presentato in aula con ancora la testa rasata e una folta e curata barba, effettuando nuovamente il saluto nazista. L'attivista avrebbe dichiarato che la permanenza in prigione l'avrebbe estremizzato al punto da essere lui stesso spaventato da ciò che aveva cominciato a scrivere e pensare.

### Dichiarazioni successive
Breivik ha confessato alla polizia di aver progettato in passato anche l'uccisione del presidente degli Stati Uniti Barack Obama. Durante il processo intentato contro la Norvegia nell'aprile 2016 riguardo alla presunta violazione dei propri diritti umani dichiarò di essersi convertito al nazismo durante la sua permanenza in prigione. Nel 2017 cambiò legalmente il suo nome in Fjotolf Hansen. La sua visione religiosa, precedentemente definita come fondamentalismo cristiano è ora identificata come odinismo. In una lettera al quotidiano norvegese Dagen ha riportato "non sono e non sono mai stato cristiano", e che ci sono poche cose al mondo che sono più "patetiche della figura di Gesù e del suo messaggio". Ha affermato di pregare e fare sacrifici a Odino, identificando la sua religione nell'odinismo.

## Influenze sulla società e altri attacchi
Le azioni e l'arresto di Breivik hanno influenzato molti attacchi successivi a quelli del 22 luglio, dando il via a svariati fenomeni di imitazione, perpetrati da emulatori e ammiratori. L'autore del massacro alla Sandy Hook Elementary School, Adam Lanza, aveva in precedenza manifestato l'intenzione di superare Breivik. Il 21 novembre 2012 un uomo di nazionalità polacca fu fermato con l'accusa di pianificare un attacco con bombe al parlamento polacco ispirato proprio a quello di Breivik. L'assassino della strage di Monaco di Baviera del 22 luglio 2016, Ali Sonboly, aveva la foto di Breivik come immagine profilo su WhatsApp e aveva scelto la data dell'attacco proprio come "omaggio" a Breivik. L'australiano Brenton Tarrant, che il 15 marzo 2019 ha fatto strage di fedeli in due moschee a Christchurch, uccidendo 51 persone, dichiarò di essersi ispirato principalmente a Breivik e a Dylann Roof.

## Nei media
- 22 luglio (22 July), regia di Paul Greengrass (2018)